# Лой, Ливио
Ливио Лой (нидерл. Livio Loi; род. 27 апреля 1997, Хасселт, Бельгия) — бельгийский мотогонщик, участник чемпионата мира по шоссейно-кольцевым мотогонкам серии MotoGP. Четвёртый бельгиец в истории, одержавший победу на этапе серии MotoGP и первый, кто сделал это в самом лёгком классе (победа на Гран-При Индианаполиса-2015 в гонке класса Moto3).

## Биография
В сезоне 2016 года выступает в серии MotoGP в классе Moto3 за команду «RW Racing GP BV» под номером 11.
В середине сезона 2018 года он был заменён Висенте Пересом из-за плохих результатов.